# Dialodia parapectinata
Dialodia parapectinata är en insektsart som beskrevs av Nielson 1988. Dialodia parapectinata ingår i släktet Dialodia och familjen dvärgstritar. Inga underarter finns listade i Catalogue of Life.